# アバイ＝ネメシュ・オスカール
アバイ＝ネメシュ・オスカール（ハンガリー語: Abay-Nemes Oszkár、1913年9月22日 - 1959年1月30日）は、ハンガリーの競泳選手。
ディオーセグ（現在はスロバキアのスラードコヴィチョヴォ）出身。1936年のベルリンオリンピック4×200メートル自由形リレーに出場し、銅メダルを獲得した。ベルリン五輪では100メートル自由形にも出場したが、準決勝で敗退した。